# Bacskády család
A Bacskády család Nyitra vármegyei ősi család, mely az előnevét Bacskafalva helységről vette.

## Történetük
A Divék nemzetség Mikói ágából erednek, állítólag Baska de Maithek (Hegyesmajtény) fiaitól Istvántól, Miklóstól és Jánostól származnak. Baska 1321 körül szerzett birtokot Bacskafalván. Fia Miklós (1330-1341) használta ezen előnevet.
Nyitra megyéből elterjedt a szomszéd Trencsén és Bars vármegyékbe is, valamint Nógrád vármegyébe. Többszörös rokonságban álltak az Ordódy családdal.
Nemespannon már az 1570-es török adóösszeírásban szerepel Bácska János és fia Tamás, illetve testvére István. Ugyanekkor Ahán is szerepeltek Bácskai Imre és fiai Miklós és György. 1589-ben szerepel egy Bacskády nevű Sáry Balázs nagycétényi plébánossal kapcsolatban. 1590-ben Kemefölde másképp Gyárfásfölde birtokosainak beiktatásához nemespanni Bacskády Mátyást is elvárták. 1594-es nemesi összeírásban és 1600-ban Bacskády Máté Mártonfalván szerepelt, majd 1612-ben Verebélyen lakott. 1611-ben Bacskády Ferenc tanúskodott Bakits Péter mellett, Révay Ferenc hűtlenségi perében felesége Forgách Zsuzsanna ellen. Később 1613-ban Bacskády János fia Ferenc eladta nemespanni és kalászi birtokrészeit Kristóff Mihálynak és Ernyey Annának. Valószínűleg ugyanezen Ferenc 1620-ban a verebélyi szék szolgabírójaként szerepel. Özvegye Ferenczy Erzsébet 1652-ben, fiai Zsigmond, János és Sándor nevében örökösödési szerződést köt a Kereskényi családdal Kiskalászon, Mártonfalván, Oroszin, Pannon, Ürményben és Veszelén lévő birtokaikat illetően. 1654-ben Alsó- és Felsőszőlősi birtokrészek ügyében említik a családot. 1683-ban Bacskad András elesett a párkányi csatában. 1696-ban id. Baczkadi Sándor szerepel a nagykéri nemesek között. 1699-ben Valószínűleg az említett Bacskády Ferenc fia Sándor kap újabb adományt Kollonich Lipót érsektől Nemespannon a Felső és Közép osztályban. Sándor lányai Éva és Erzsébet hozzámentek a Pallya fivérekhez, akikhez a birtok is került. Ezen a jusson egy vendégfogadót is fenntartottak, amely azonban idővel tönkrement. A rokonság révén a Dabis, Ferenczy, Huszár és Magyar családokat is érintő birtokügyi irataik is a Pallya családhoz kerültek.
Botka Tivadar 1847-ben testvérével Istvánnal 80 ezer aranyért megvásárolták a Bacskády család kisvezekényi birtokát.
1600-ban Bacskády András, Miklós és Jaroszláv szerepelt Bacskafalván. Az 1754/55. évi országos nemesi összeíráskor Bars vármegyében Pál és János, Nyitra vármegyében János, Péter, Ferenc és József, illetve Trencsén vármegyében Péter fordultak elő a kétségtelen nemesek között. Nyitra vármegyétől 1830-ban Bacskády Imre Rádról kért nemesi bizonyítványt és 1831-ben János kapott (kihirdették Nógrádban 1832, Rád).
Bacskafalvai Bacskády János és Tarnóczy Krisztina gyermekei Bálint, Miklós, János, Sándor és Klára 1785-ben fölosztották egymást közt bacskafalvai örökségüket.
A család egyes ágai birtokosok voltak többek között Bacskafalván, Galgagután, Gesztén, Gímesen, Kisvezekényen, Nagyugrócon, Nemespannon, Néveren, Stricén.
Tőlük ered a Bacskafalvai Adamovsky és Kerek család.
Címerüket és családfájukat Nagy Iván, Kempelen Béla, Siebmacher, Magyarország címereskönyve, Szluha Márton és Peter Keresteš is közölte.

## Címereik
Kék pajzsban zöld halmon hátsó lábain álló medve, mellső lábaiban buzogányt tartva. Sisakdíszben növekvőn. Egyéb változatban a medve nyilat tart mancsában.

## Kiemelkedő személyek
Többen hivatalt viseltek Nyitra és Bars vármegyében, és az országos kormányszékeknél is.
- Bacskády Benedek nyitrai alispán 1436-1446 között.
- Bacskády Miklós 1570-1572-ben Nyitra vármegye főszolgabírája.
- Bacskády Péter 1585-ben és Bacskády János 1897-1600 között Nyitra vármegyei esküdtek.
- Bacskády Ádám (?-1734. december[22] 25.[23]) 1719-ben Berencsen,[24] majd 1720-1725 között Nyitrán plébános, később nyitrai kanonok (1722-1734).[25] 1732-ben családjára vonatkozó középkori iratokat másoltatott.[26]
- Bacskády Ferenc (?-1765) 1731–1746 között Nyitra vármegye főügyésze, majd 1748-ban főjegyzője, 1750-ben követe, 1759-ben másod-, 1763-ban első alispán. Neje Gellért Franciska volt.
- Bacskády József 1740-ben főjegyző, később 1748-ban itélőmester lett.
- Bacskády Pál Bars vármegye főjegyzője 1741-ben, alispánja 1749-1766 között. 1741-ben és 1751-ben képviselte a megyét az országgyűlésen.
- Bacskády Károly (?-1781) Bars vármegye alispánja 1778-1781 között.[27]
- Bacskády János 1755-ben Bars vármegyében szolgabíró.
- Bacskády József 1751-ben ítélőmester.[28]
- Bacskády József 1781-ben másod-, 1790-ben első alispán és 1796-ban országgyűlési követ volt.
- Bacskády János 1780-ban királyi személynöki ítélőmester.
- Bacskády János kincstári ügyész Ungvárott, majd Tokajban 1787-ben és 1810-ben.
- Bacskády Sándor a kancelláriánál viselt hivatalt 1787-ben.
- Bacskády Bálint a testőrségnél volt 1810-ben őrnagyi ranggal.
- Bacskády János 1837-ben Nyitra vármegye esküdtje.[29] 1843-tól felesége Nyulásy szül. Kelemen Mária.[30]
- Bacskády Ignác táblabíró, Nyitrán viselt hivatalt a 19. században.
- Bacskády Miklós (1823-1893) Ignác fia, honvéd százados, földbirtokos[31]
- Bacskády Ágoston (1839-1904) pap, író.[32]
- Bačkády Martin (1978- ) szlovák teherautó-sofőr, a Autodoprava-Martin Bačkády alapítója

## Kastélyaik
- Kisvezekényen később a Bottka család kúriája. A kápolnában kriptájuk is volt.